# Programma nucleare militare italiano
Dei progetti per lo sviluppo di un programma nucleare militare italiano furono elaborati da ambienti delle forze armate italiane tra la fine degli anni 1960 e l'inizio degli anni 1970, in seguito al fallimento della proposta di istituire un programma condiviso con gli alleati della NATO, e inclusero anche la sperimentazione di un missile balistico; gli ambienti politici italiani furono tuttavia poco propensi a dare seguito a simili progetti, e nessun programma per l'assemblaggio di armi nucleari fu mai concretamente messo in atto. Ogni interesse italiano per lo sviluppo di un proprio deterrente nucleare nazionale cessò del tutto nel 1975, con l'adesione dell'Italia al trattato di non proliferazione nucleare.
Attualmente l'Italia non produce né possiede armi nucleari, ma partecipa al programma di "condivisione nucleare" della NATO.

## Antefatti
Al termine del secondo conflitto mondiale l'Italia, visto il quadro geopolitico, attuò una strategia basata sul multilateralismo, principalmente tramite una stretta collaborazione con gli Stati Uniti, con l'adesione alla NATO e con una maggiore integrazione a livello europeo.
In base alla politica della condivisione nucleare, l'Italia iniziò a custodire armi nucleari statunitensi. Le prime furono l'MGR-1 Honest John e l'MGM-5 Corporal, nel 1957, seguiti successivamente dal MIM-14 Nike Hercules, un missile terra-aria. Tuttavia questi sistemi erano sotto il totale controllo degli USA, motivo per cui l'Italia proseguì il dialogo con le altre nazioni europee riguardo ad un programma nucleare collaborativo. Furono avviate le trattative per un deterrente nucleare congiunto con Francia e Germania Ovest (il cosiddetto "accordo tripartito"), limitate però dalla volontà di Charles de Gaulle di un deterrente esclusivamente francese.

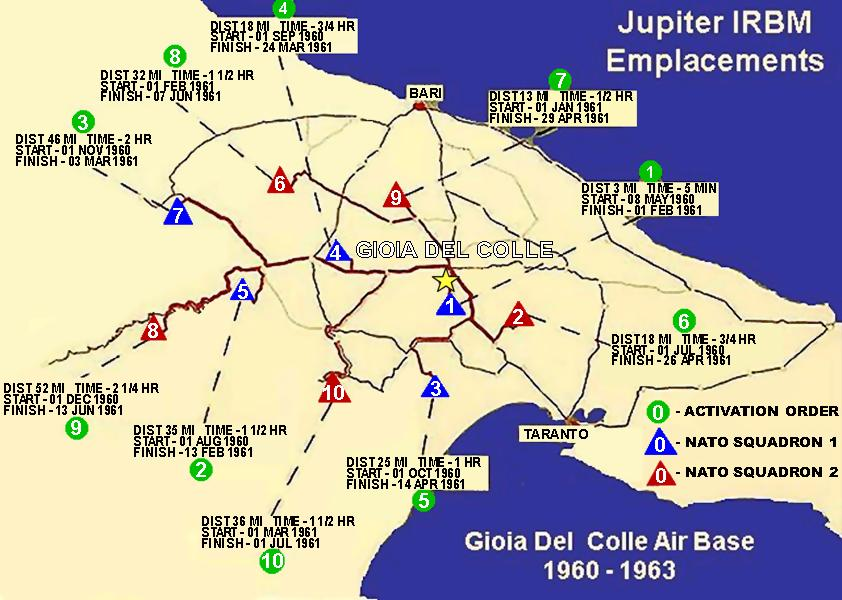
Dispiegamento dei missili IRBM Jupiter tra il 1961 e il 1963, a Gioia del Colle.

Un ulteriore impulso fu fornito il 23 dicembre 1958 dalla decisione della Svizzera di dare inizio ad un proprio programma nucleare. Dopo diverse pressioni sugli Stati Uniti, il 26 marzo 1959 fu stipulato un accordo con il quale l'Aeronautica Militare ricevette 30 missili PGM-19 Jupiter, operanti presso l'aeroporto di Gioia del Colle. I primi missili giunsero il 1º aprile 1960.. Questi nuovi missili, gestiti dalla neonata 36ª Aerobrigata, erano destinati ad essere utilizzati "per l'esecuzione dei piani e delle politiche della NATO in tempo di pace come in guerra".

## Forza multilaterale
Parallelamente alla collaborazione con gli Stati Uniti, l'Italia sperimentò la collaborazione con la Forza Multilaterale (MLF) della NATO, con l'obiettivo di sviluppare una forza nucleare europea. La MLF era un progetto promosso dagli Stati Uniti per porre sotto controllo congiunto con i paesi europei tutte le armi nucleari non controllate direttamente dai propri enti. Inoltre, per gli USA, la MLF serviva a soddisfare il desiderio delle altre nazioni di giocare un ruolo nella deterrenza nucleare, con il conseguente avvicinamento di tutti i potenziali arsenali nucleari occidentali sotto l'egida della NATO. L'Italia aveva a lungo sostenuto la cooperazione nucleare e, secondo il ministro della difesa Paolo Emilio Taviani, il governo italiano aveva cercato di persuadere i suoi alleati "a rimuovere le ingiustificate restrizioni riguardo l'accesso alle nuove armi dei paesi NATO." Questa politica fu perseguita dalle amministrazioni Kennedy e Johnson e costituì argomento di discussione dell'accordo di Nassau, tra gli Stati Uniti ed il Regno Unito, e dei negoziati per l'ingresso del Regno Unito nella Comunità Economica Europea (CEE) nel 1961.
All'interno della MLF, gli Stati Uniti proposero che vari paesi della NATO gestissero l'UGM-27 Polaris IRBM attraverso piattaforme marine, principalmente sottomarini nucleari, che l'Italia provò a sviluppare attraverso la costruzione di un reattore sperimentale all'interno del CAMEN (Centro per le Applicazioni Militari dell'Energia Nucleare) di San Piero a Grado. Tra il 1957 e il 1961, la Marina italiana modificò il Giuseppe Garibaldi, riconvertendolo in incrociatore lanciamissili equipaggiato con quattro lanciatori per missili Polaris poi mai consegnati. Poco tempo dopo, nel dicembre 1962, il ministro della difesa Giulio Andreotti chiese ufficialmente assistenza agli Stati Uniti per lo sviluppo di propulsori nucleari per la flotta italiana.

## Il programma autonomo italiano

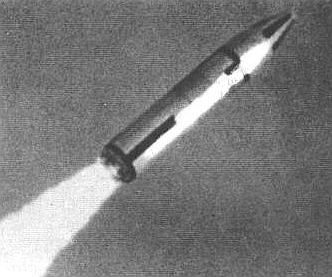
Lancio sperimentale di un missile Alfa nel 1975

In seguito al fallimento dell'ipotesi multilaterale, l'Italia cercò nuovamente di creare un proprio deterrente. L'industria nucleare italiana era ben sviluppata, con le tecnologie BWR, Magnox e PWR, nonché con il reattore di prova da 5 MW RTS-1 "Galileo Galilei" presso il CAMEN. Alcuni dei velivoli Lockheed F-104 Starfighter dell'Aeronautica Militare erano configurati per l'utilizzo di bombe nucleari e stava sperimentando il Panavia Tornado, anche esso in grado di impiegare armi nucleari.
Fino agli anni '80, gli impianti EUREX di Saluggia consentivano la possibilità di produrre una modesta quantità di materiale fissile, che - secondo lo storico Leopoldo Nuti - sarebbe stato sufficiente per condurre un "esplosione dimostrativa" come quella indiana del 1974, e anche per sostenere un programma nucleare militare di piccole dimensioni. Sempre Nuti, ripercorrendo il tortuoso processo di ratifica del trattato di non proliferazione nucleare (TNP) da parte dell'Italia, ritiene che la classe dirigente dell'epoca abbia voluto mantenere fino all'ultimo lo status di "paese soglia", non in possesso di armi nucleari ma in grado di dotarsene in breve tempo.
Sin dal 27 marzo 1960, quando l'ammiraglio Pecori Geraldi dichiarò che una forza nucleare marina era la più resistente agli attacchi, la Marina aveva cercato di guadagnare un ruolo importante nel programma nucleare e aveva acquisito esperienza attraverso i test dei missili Polaris del settembre 1962, i quali ebbero esito positivo.

### Alfa

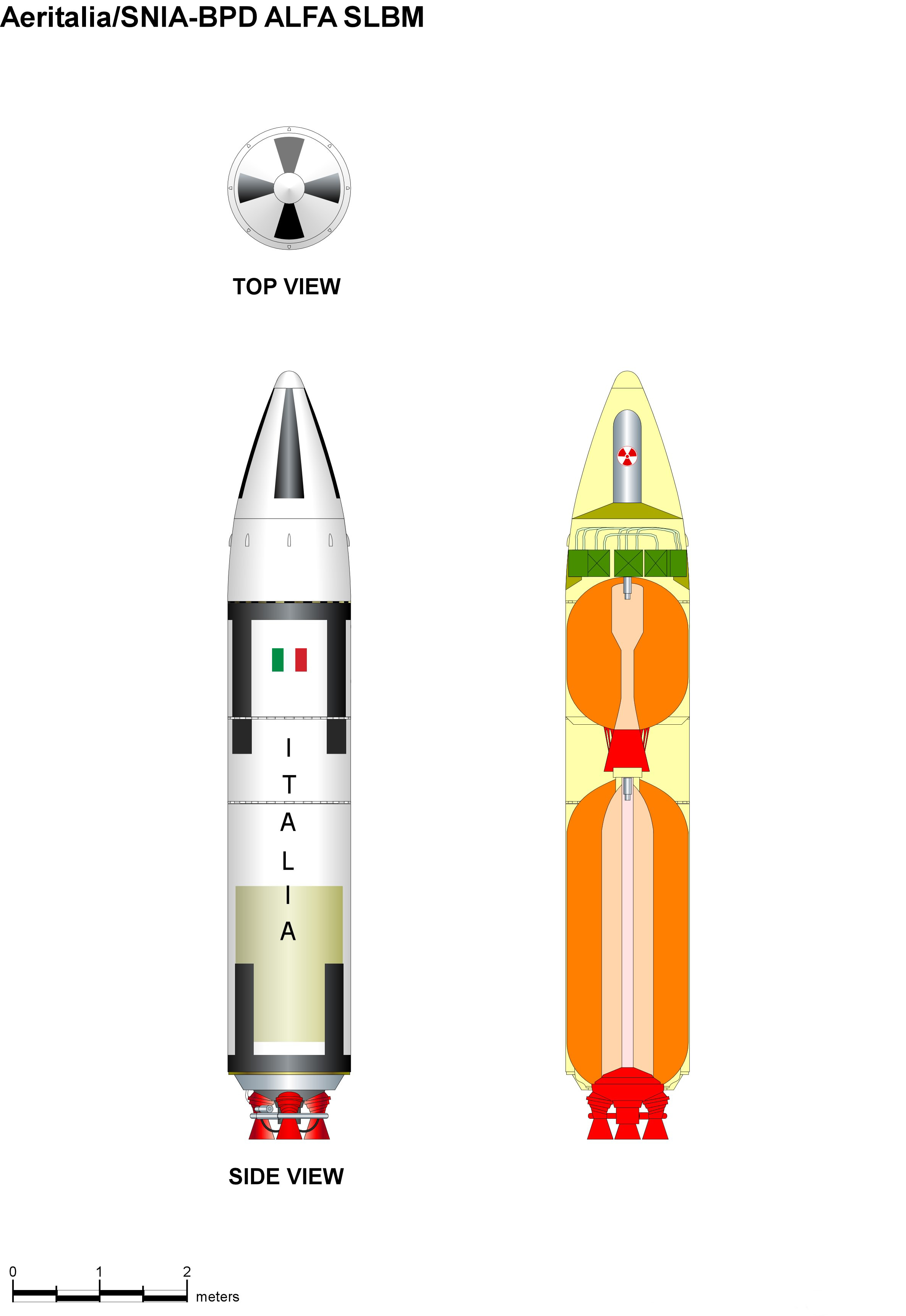
Missile balistico Alfa: visione laterale e in sezione

Nel 1971 la Marina italiana diede inizio ad un ingegnoso programma di sviluppo di missili balistici, chiamato Alfa. Ufficialmente il progetto fu definito come un tentativo di sviluppo di razzi a propellente solido per scopi civili e militari. Fu progettato come razzo a due stadi e poteva essere trasportato su navi o sottomarini. I test di lancio con un mockup ebbero luogo tra il 1973 e il 1975, dal poligono di Salto di Quirra. L'Alfa era lungo 6,5 metri e aveva un diametro di 1,37 metri. Il primo stadio era lungo 3,85 metri e conteneva 6 tonnellate di combustibile solido per missili. Forniva una spinta pari a 232 kN per una durata di 57 secondi. Avrebbe potuto trasportare una testata da una tonnellata per 1600 chilometri, ponendo Londra, Parigi, Mosca e la Russia nel raggio d'azione del Mar Adriatico.
I costi elevati (oltre 6 miliardi di lire) e il clima politico instabile comportarono l'abbandono del progetto. In aggiunta a questi fattori il crescente rischio di un'escalation nucleare anche al di fuori dell'Europa e la pressione interna giocarono il loro ruolo nell'abbandono da parte dell'Italia del proprio programma nucleare, anche in seguito alle pressioni degli Stati Uniti, e portarono il paese a ratificare il trattato di non proliferazione nucleare, il 2 maggio 1975.
Il patrimonio tecnologico del programma Alfa confluì nei successivi lanciatori spaziali italiani a propellente solido, tra cui il progetto Vega. In anni più recenti l'Italia, sotto l'egida dell'Agenzia spaziale europea, ha portato a termine il rientro e l'atterraggio di una capsula chiamata IXV.

## Armi nucleari in Italia dopo il 1975
Anche dopo l'interruzione del proprio programma nucleare, l'Italia ha continuato ad ospitare armi nucleari: l'Esercito Italiano con la sua 3ª Brigata missili "Aquileia"
come pure l'Aeronautica Militare. Dal 1975 il paese è stato utilizzato dagli Stati Uniti per lo schieramento del BGM-109G (missile cruise terrestre), del MGM-52 Lance (missile balistico tattico) e dei proiettili per pezzi di artiglieria W33, W48 e W79. Nel 2005 l'ex presidente della Repubblica Francesco Cossiga dichiarò che durante la guerra fredda il ruolo dell'Italia consisteva nello sganciamento di testate nucleari su Praga e Budapest, in caso di un primo attacco dei sovietici contro i paesi NATO.

## Situazione attuale

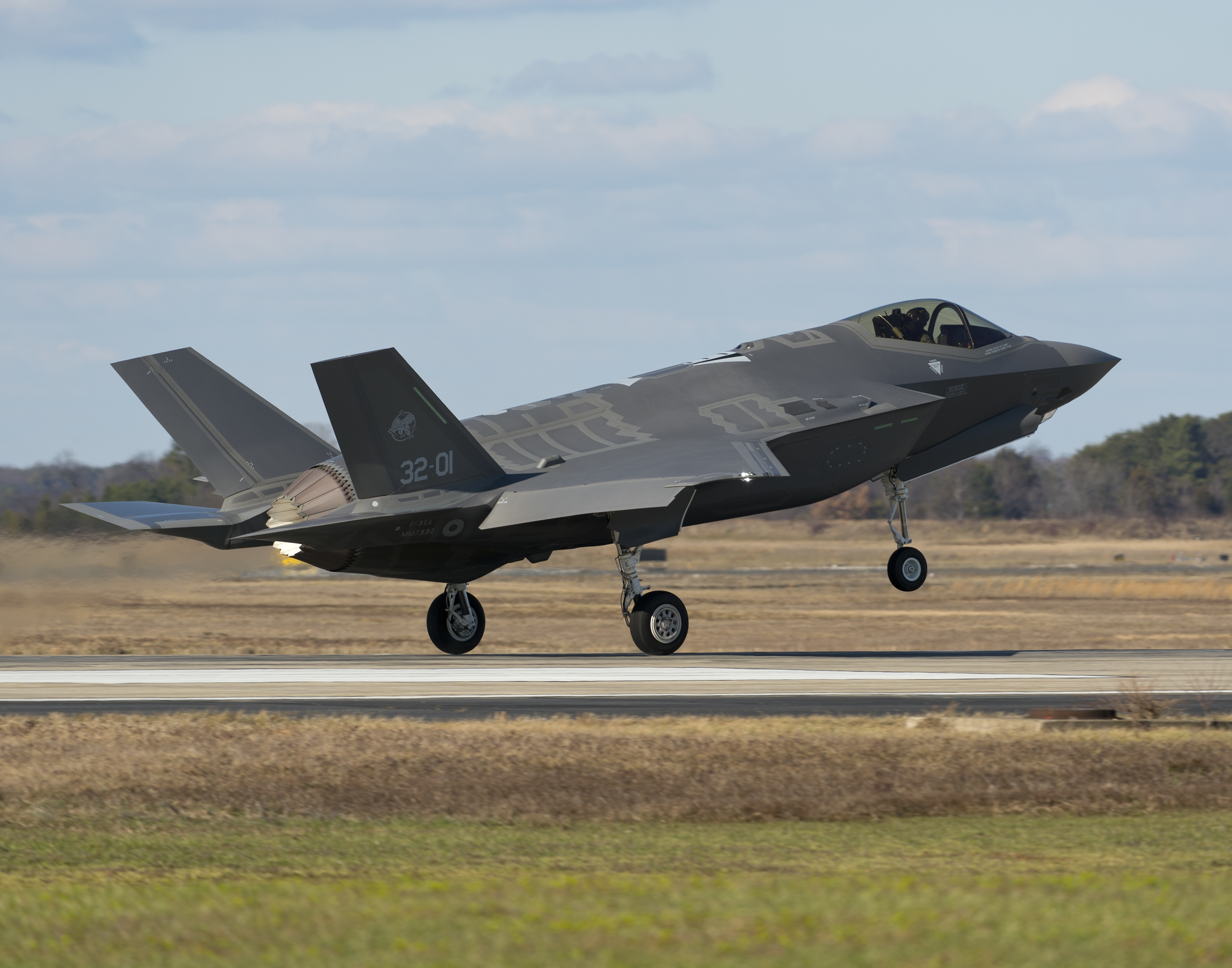
F-35 italiano che verrà caricato con una bomba nucleare B61.

Il paese fa parte del programma di condivisione nucleare della NATO e, nell'ambito di questo programma, gli Stati Uniti mantengono la custodia delle armi nucleari presenti sul territorio italiano. In caso di guerra, l'Aeronautica potrebbe usare queste armi: in tempo di pace le testate statunitensi rimangono sotto il controllo delle forze americane – divisione USAF38 – in quanto solo gli Stati Uniti conoscono i codici di lancio, mentre in caso di guerra il Presidente statunitense può autorizzare la cessione del controllo delle testate ai paesi europei non nucleari. Da quel momento gli Alleati hanno il pieno controllo dell’arma e la responsabilità di colpire il bersaglio. Per questo motivo le potenze europee non-nucleari ospitanti armamenti americani diventano Stati nucleari in caso di guerra.. Al 2015, le bombe nucleari B61 mod 3 e mod 4 sono custodite in due località, 50 presso la base aerea di Aviano, e 20-40 presso la base di Ghedi. Gli F-16 Fighting Falcon facenti parte della 31ª Fighter Wing statunitense hanno sede presso la base di Aviano, mentre i Panavia Tornado del 6º Stormo Alfredo Fusco hanno sede a Ghedi.
Con il 2024 la situazione precedente è destinata a cambiare, sia per le armi nucleari schierate che per i vettori destinati al loro eventuale impiego. Infatti a partire da tale anno è previsto che in Italia arrivino le prime bombe nucleari B61 mod 12, ovvero la nuova versione delle precedenti mod. 3 e mod 4, le quali sono destinate ad essere sostituite dalla nuova generazione, tali nuove bombe saranno schierate nelle due basi citate. Per quanto riguarda i vettori, quello presente sulla base di Aviano, è destinato a cambiare in un prossimo futuro non ancora specificato, mentre quello presente sulla base di Ghedi è già in corso di sostituzione. In entrambi i casi si tratta di sostituire i velivoli presenti con il nuovo Lockheed Martin F-35 Lightning II, il cui schieramento al 6° Stormo di Ghedi è già in corso.
Queste due nuove armi, ovvero la nuova bomba nucleare B61-12 e l'altrettanto nuovo cacciabombardiere stealth F-35, consentiranno alle Forze Armate italiane, grazie al programma di condivisione nucleare (noto in inglese come nuclear sharing), di mantenere una postura di assoluto primo livello, almeno per i prossimi 30 anni, che è il periodo di operatività prevista per i due sistemi d'arma. Tale postura sarà identica a quello delle forze USA - nel campo delle armi nucleari non strategiche - in quanto tanto le forze italiane che quelle americane saranno dotate della medesima bomba e dello stesso aereo.